# عكبر البحيرات
عكبر البحيرات (الاسم العلمي: Microtus limnophilus) (بالإنجليزية: Lacustrine Vole)‏ هو نوع من الحيوانات يتبع جنس العكبر من الفصيلة القدادية.